# Чифлук (Травник)
Чифлук је насељено место у Босни и Херцеговини у општини Травник. Административно припада Федерацији Босне и Херцеговине, односно њеном Средњобосанском кантону. Према попису становништва из 2013. у насељу је било 118 становника, а већинску популацију чинили су Хрвати.

## Становништво
По последњем службеном попису становништва из 2013. године у овом насељу живело је 118 становника, а село је било етнички хомогено са већинском хрватском популацијом.
| Националност | 2013. | 1991.        | 1981.        | 1971.        |
| Хрвати       | —     | 142 (96,60%) | 176 (98,88%) | 161 (98,77%) |
| Срби         | —     | 0            | 2 (1,12%)    | 2 (1,23%)    |
| Југословени  | —     | 5 (3,40%)    | 0            | 0            |
| Укупно       | 118   | 147          | 178          | 163          |